# Jahovići
Jahovići (cyr. Јаховићи) – wieś w Czarnogórze, w gminie Pljevlja. W 2011 roku liczyła 9 mieszkańców.